# قطعنامه ۱۸۸ شورای امنیت
قطعنامه ۱۸۸ شورای امنیت سازمان ملل متحد که در تاریخ ۰۹ آوریل ۱۹۶۴ تصویب شد، سندی بین‌المللی دربارهٔ شکایت یمن است. این قطعنامه طی نشست ۱۱۱۱ام با ۹ موافق، ۰ مخالف و ۲ ممتنع تصویب شد.